# Kantküla (Rägavere)
Kantküla – wieś w Estonii, w prowincji Virumaa Zachodnia, w gminie Rägavere.